# Hans Gustaf Gyllengranat
Hans Gustaf Gyllengranat, född 22 juni 1721 i Tobolsk i Sibirien, död 2 juni 1801 på Yxkullsunds säteri i Berga socken i Kronobergs län, var en svensk friherre och generalmajor.

## Biografi
Hans Gustaf Gyllengranat var son till militären Gustaf Gyllengranat. Han föddes under faderns fångenskap i Ryssland, då denne hade blivit tagen som fånge efter kapitulationen vid Perevolotjna 1709. Under fångenskapen hade Gustaf Gyllengranat gift sig med livländskan Maria Zimmerman, och tillsammans fick de fem barn varav fyra under fångenskapen i Sibirien.
Efter familjens återkomst till Sverige, runt år 1722, dröjde det till 1731 innan Hans Gustaf Gyllengranat gick in som lärkonstapel vid artilleriet. Den 7 juli 1733 blev han befordrad till furir samt utnämnd till sergeant den 7 december samma år. Därefter kom befordringarna relativt löpande. Han blev underlöjtnant den 18 februari 1740, löjtnant den 5 augusti 1741 och regementskvartermästare den 15 augusti 1743. Han deltog även under Hattarnas ryska krig 1741–1743, då han var kommenderad till slagfältet i Finland. Därefter blev han kapten den 20 maj 1745 och major den 30 april 1748. Fadern hade 1747 upphöjts i friherrelig värdighet, vilket då även gällde sonen. Hans Gustaf Gyllengranat tog i mitten på 1740-talet tjänst i Frankrike, och han deltog i det österrikiska tronföljdskriget, bland annat i slaget vid Fontenoy den 11 maj 1745.
Den 25 april 1758 blev han befordrad till överstelöjtnant. Under 1750- och 1760-talen deltog han även i det Pommerska kriget, vilket han bevistade med utmärkt heder. Därefter befordrades han till överste den 23 oktober 1765 och blev därefter utnämnd till chef för Garnisonsregementet i Göteborg samt även Göteborgs kommendant den 19 juni 1769. Han befordrades till generalmajor den 12 september 1772 och bytte därefter regemente och blev chef för Jönköpings regemente den 20 juni 1774. Han tog dock avsked den 27 juni samma år.

### Familj
Hans Gustaf Gyllengranat gifte sig den 10 maj 1749 med friherrinnan Anna Beata Wrede af Elimä, som var dotter till Fabian Wrede af Elimä, och med henne fick han fem barn.

## Utmärkelser
- Riddare av Svärdsorden – 24 november 1748